# Fenestra (insecto)
Fenestra es un género de saltamontes de la subfamilia Gomphocerinae, familia Acrididae, y está asignado a la tribu Amblytropidiini. Este género se distribuye en Sudamérica (Argentina, Brasil, Ecuador, Paraguay y Uruguay).

## Especies
Las siguientes especies pertenecen al género Fenestra:
- Fenestra bohlsii Giglio-Tos, 1895
- Fenestra ensicorne Rehn, 1913
- Fenestra orientalis (Bruner, 1913)
- Fenestra platyceps (Hebard, 1924)